# Museum Dhondt-Dhaenens

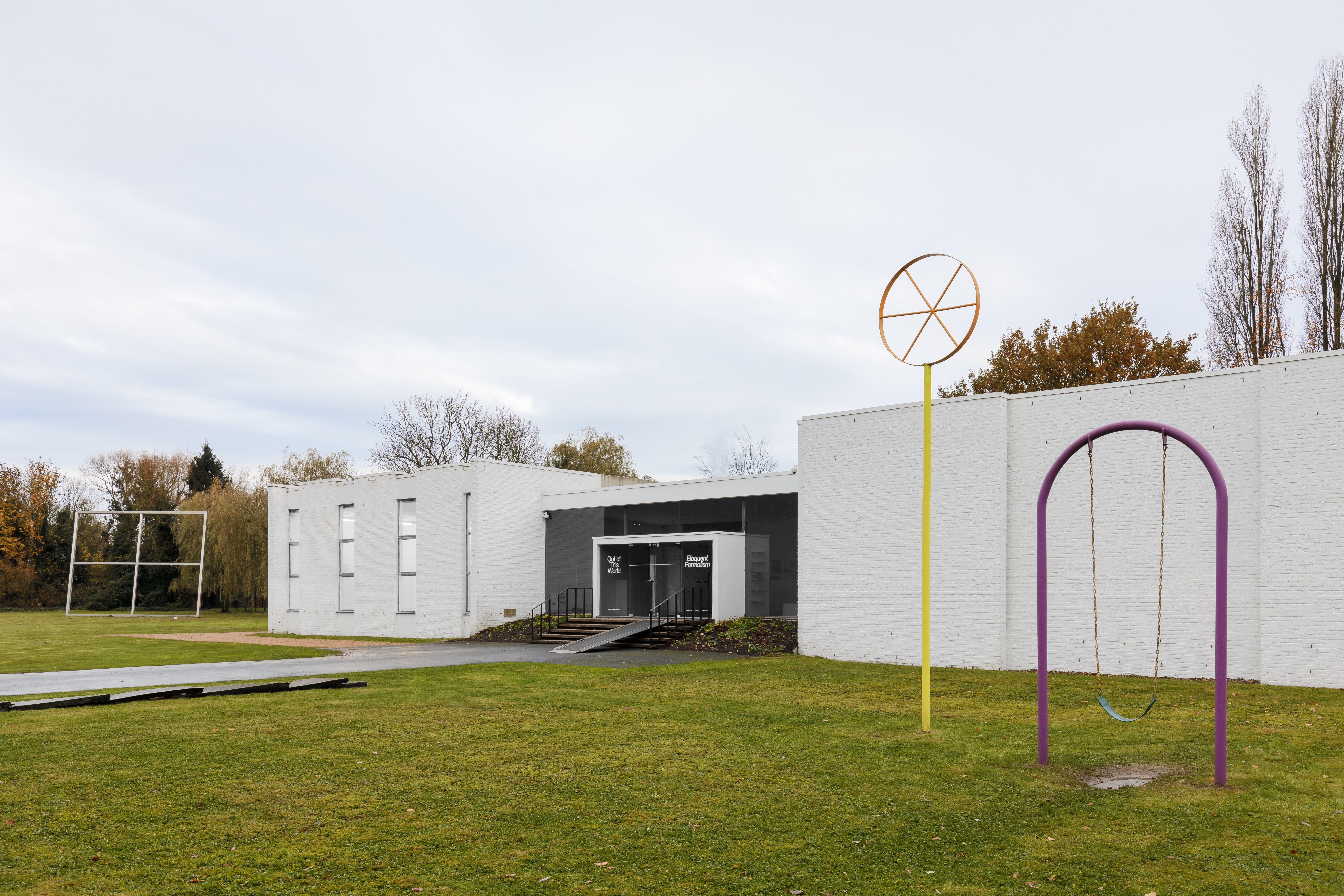
De voorgevel van Museum Dhondt-Dhaenens (2024). Foto door Useful Art Services

Museum Dhondt-Dhaenens (MDD) is een kunstmuseum gelegen in het groene, landelijke Deurle, dat kunst uit de 20e en 21e eeuw tentoonstelt. Naast een eigen indrukwekkende collectie van Vlaamse kunstenaars waaronder James Ensor, Gustave De Smet, Constant Permeke en Frits Van den Berghe, fungeert MDD ook als platform voor hedendaagse kunstenaars. Zo waren er al tentoonstellingen van Berlinde De Bruyckere, Dirck Braeckman, On Kawara en Thomas Hirschhorn. Het hoofddoel van de stichters, Jules en Irma Dhondt-Dhaenens, was om kunst toegankelijk te maken voor het grote publiek en van MDD een plek te creëren waar de liefde voor kunst en cultuur centraal staat. Deze missie wordt nog steeds voortgezet door middel van spraakmakende tentoonstellingen, interactieve activiteiten, lezingen en workshops die bezoekers van alle leeftijden inspireren en betrekken.

## Geschiedenis

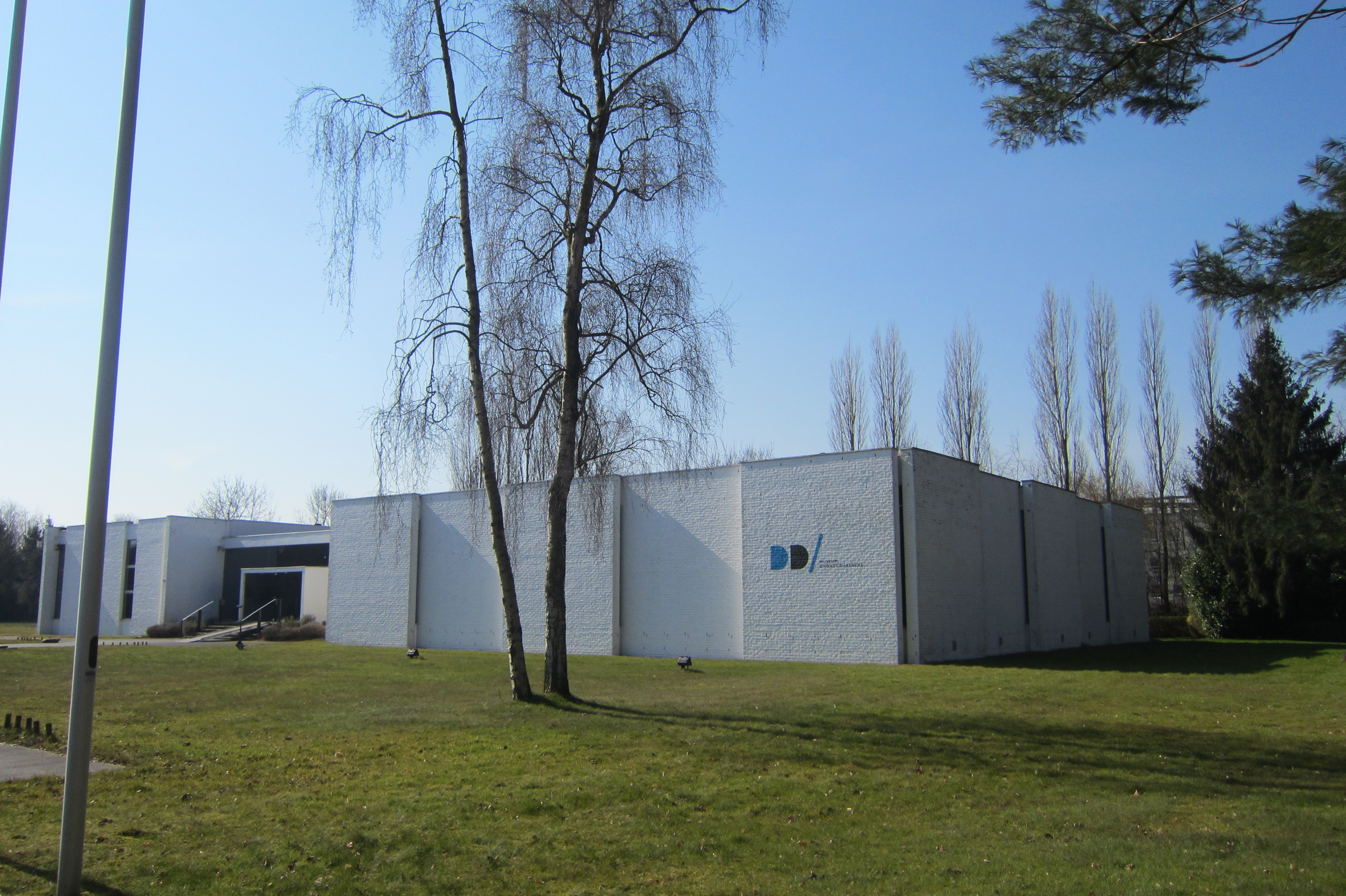
Museum Dhondt-Dhaenens (2014)

In 1967 werd de Stichting Mw Jules Dhondt-Dhaenens opgericht door het echtpaar Jules en Irma Dhondt-Dhaenens, met als doel “de middelen te verschaffen om actief bij te dragen tot de ontwikkeling van het bewustzijn van de Vlamingen als volksgemeenschap en het verheffen van het peil van hun cultuur.” Op deze manier konden ze hun kunstcollectie die zij startten in 1920  behouden en toegankelijk maken voor het publiek. Ze lieten een museumgebouw bouwen door architect Erik Van Biervliet naast hun villa Zodenhof, gelegen aan de oever van de grote Leiebocht in Deurle.

## De Collectie

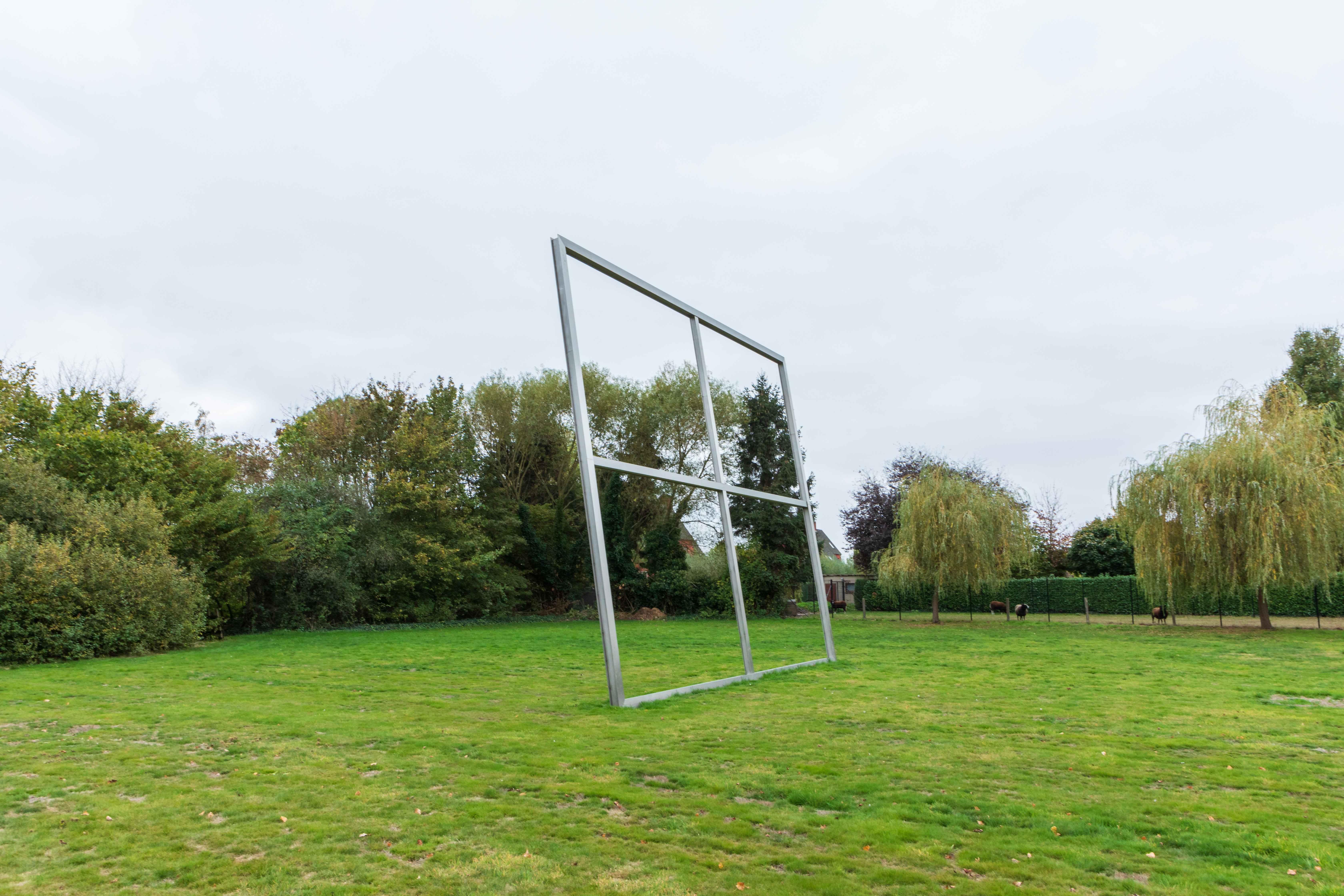
Fenster van Isa Genzken in de tuin van MDD. Foto: Rik Vannevel

De kerncollectie van MDD bevat 125 werken van hoofdzakelijk Vlaamse kunstenaars verzameld door de stichters  Irma en Jules Dhondt-Dhaenens. De collectie bevat schilderijen en beeldhouwwerken van de toenmalige Vlaamse avant-garde (Gust en Léon De Smet, George Minne, Frits Van den Berghe…) Dankzij nieuwe schenkingen en collecties in bruikleen, zoals die van de Stichting Andries-Vanlouwe, is deze collectie over de jaren heen gegroeid met onder meer Mark Rothko, Lucio Fontana, Gerhard Richter, Michaël Borremans, Luc Tuymans en Isa Genzken. 

## Paviljoen

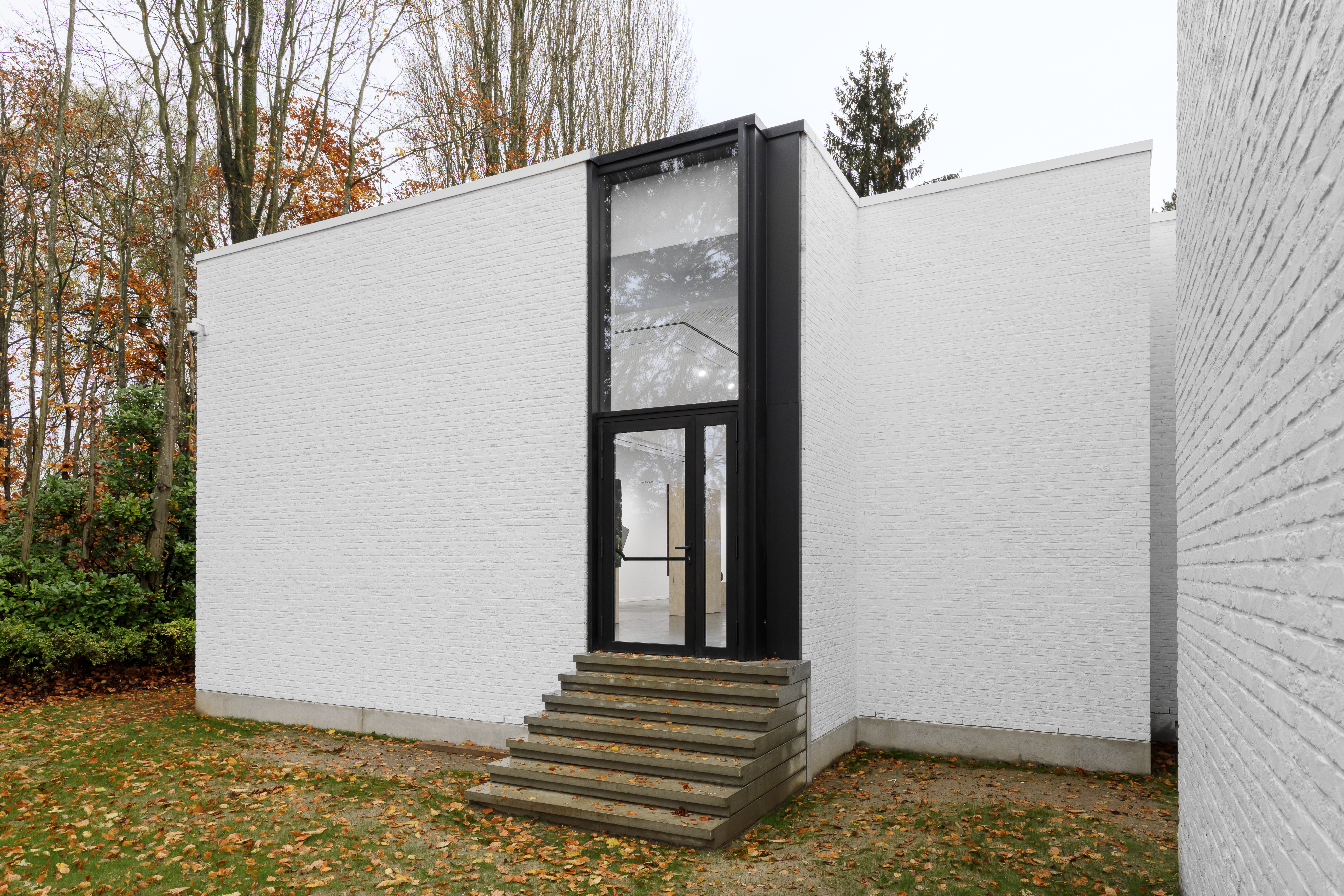
Paviljoen van MDD (2024). Foto: Useful Art Services

In 2024 werd het museumgebouw uitgebreid met een paviljoen, die de beschikbare tentoonstellingsruimte vergroot of kan dienen als ontmoetingsplaats voor lezingen, workshops en lessenreeksen. De vernieuwde annex van het museumgebouw was een wens van Jan en Lieve Andries-Vanlouwe die zich, net zoals Irma en Jules Dhondt-Dhaenens hun leven lang inzetten om kunst en cultuur toegankelijk te maken voor een breed publiek. Het intieme paviljoen houdt deze wens in eer. 

## De Woning Van Wassenhove

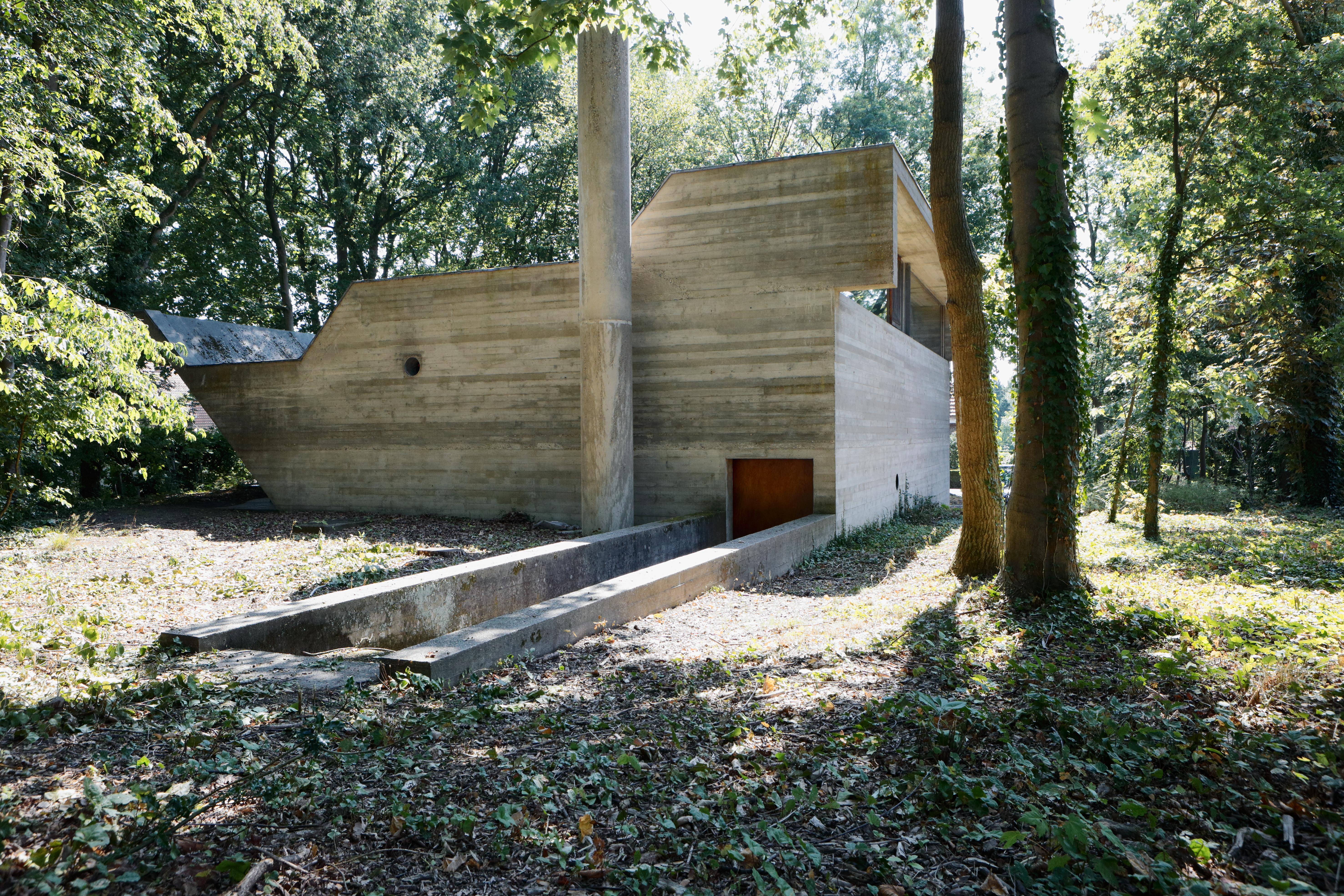
Woning Van Wassenhove, 1974. ©Juliaan Lampens

Woning van Wassenhove is een ontwerp van architect Juliaan Lampens en werd gebouwd tussen 1972 en 1974 in Sint-Martens-Latem. De opdrachtgever was vrijgezel Albert Van Wassenhove, leraar met een grote liefde voor moderne kunst en architectuur. Het resultaat is een gebouw van beton, hout en glas, waarin alle woonfuncties in elkaar overlopen in één open ruimte. De massiviteit van het beton wordt doorbroken door de warmte van het hout en het steeds wisselend spel van invallend licht.

## De Wunderkammer

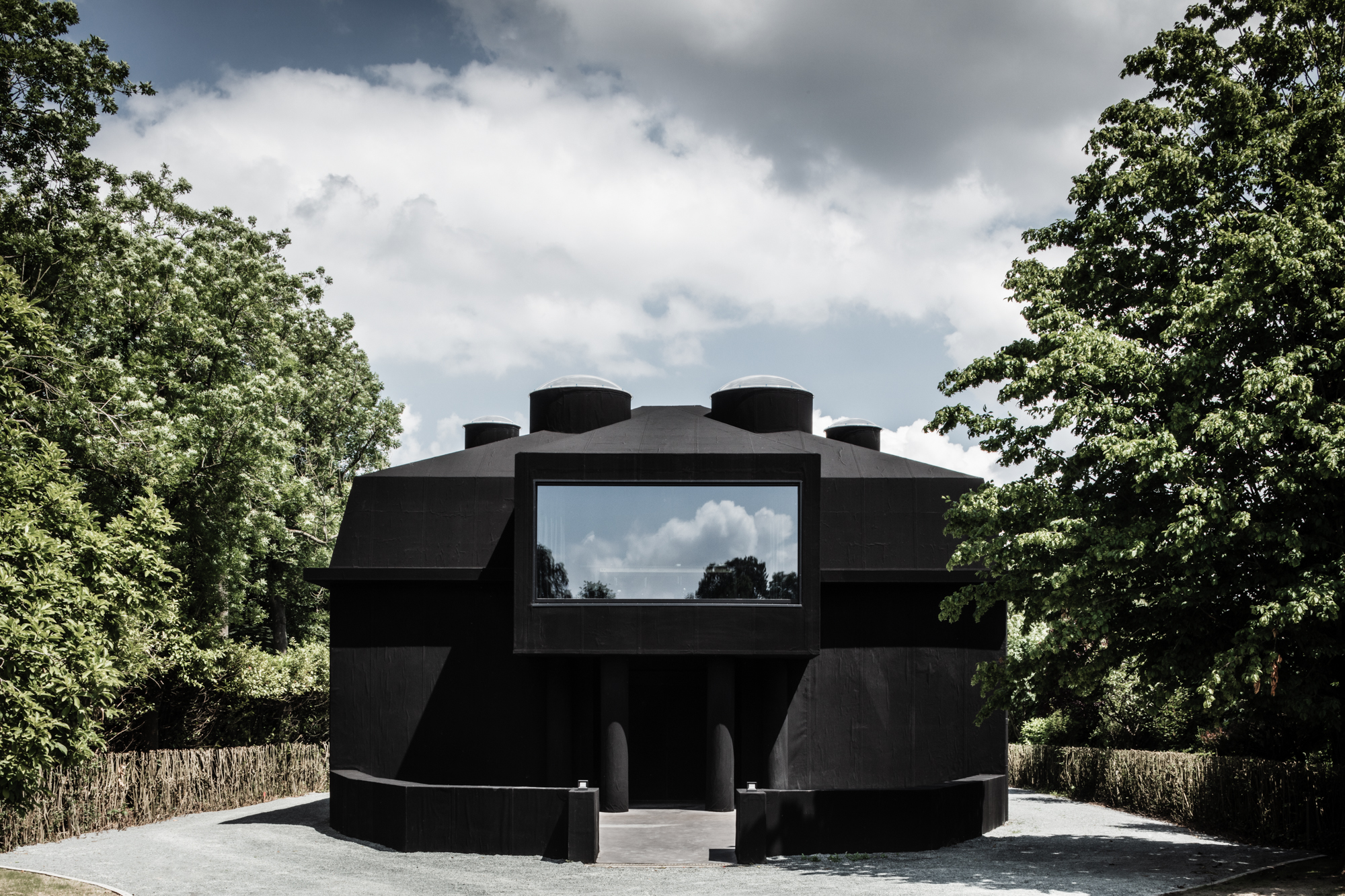
De Wunderkammer op het domein van MDD. Foto: Tim Van De Velde

De Wunderkammer werd in 2018 geopend op het domein van MDD. Dit project van kunstenaar Hans Op de Beeck (Turnhout, 1969) werd gerealiseerd in samenwerking met architect Mo Vandenberghe (studio MOTO). Op de Beeck transformeerde de voormalige Villa Meander, een villa opgetrokken in de jaren 1930, tot een eigentijdse ‘wunderkammer’.
Geïnspireerd door het uitzicht op de Leie, rariteitenkabinetten en ‘film noir’, biedt Op de Beecks werk een unieke immersieve, esthetische en meditatieve ervaring. Het behoort tot een grotere groep werken – zogenaamde Locations – waarbij de kunstenaar scenes uit het dagelijkse leven manipuleert, en vormgeeft in grootschalige, sculpturale installaties.

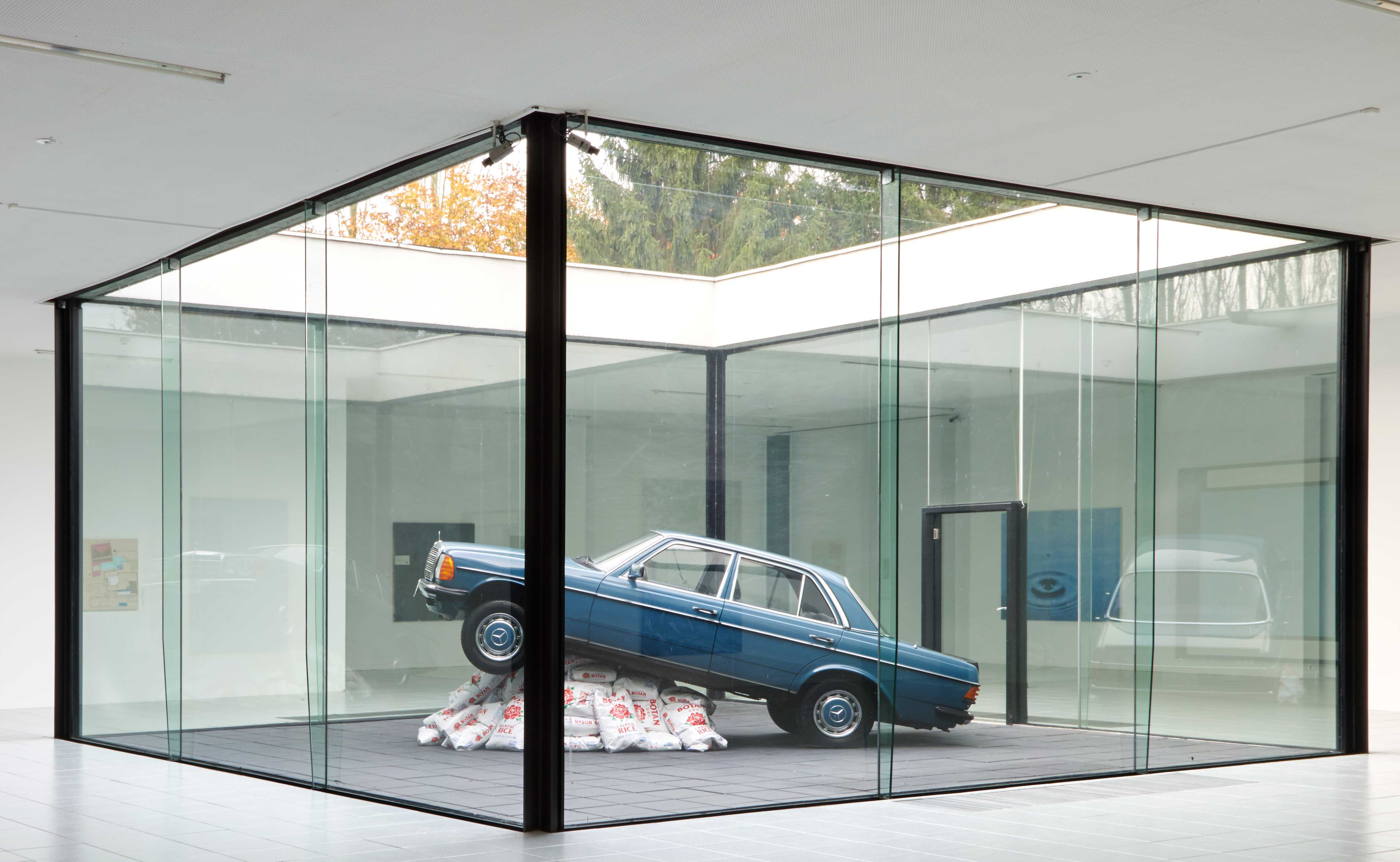
Zaalzicht The Still House Group (2015). Foto: Rik Vannevel

## Galerij

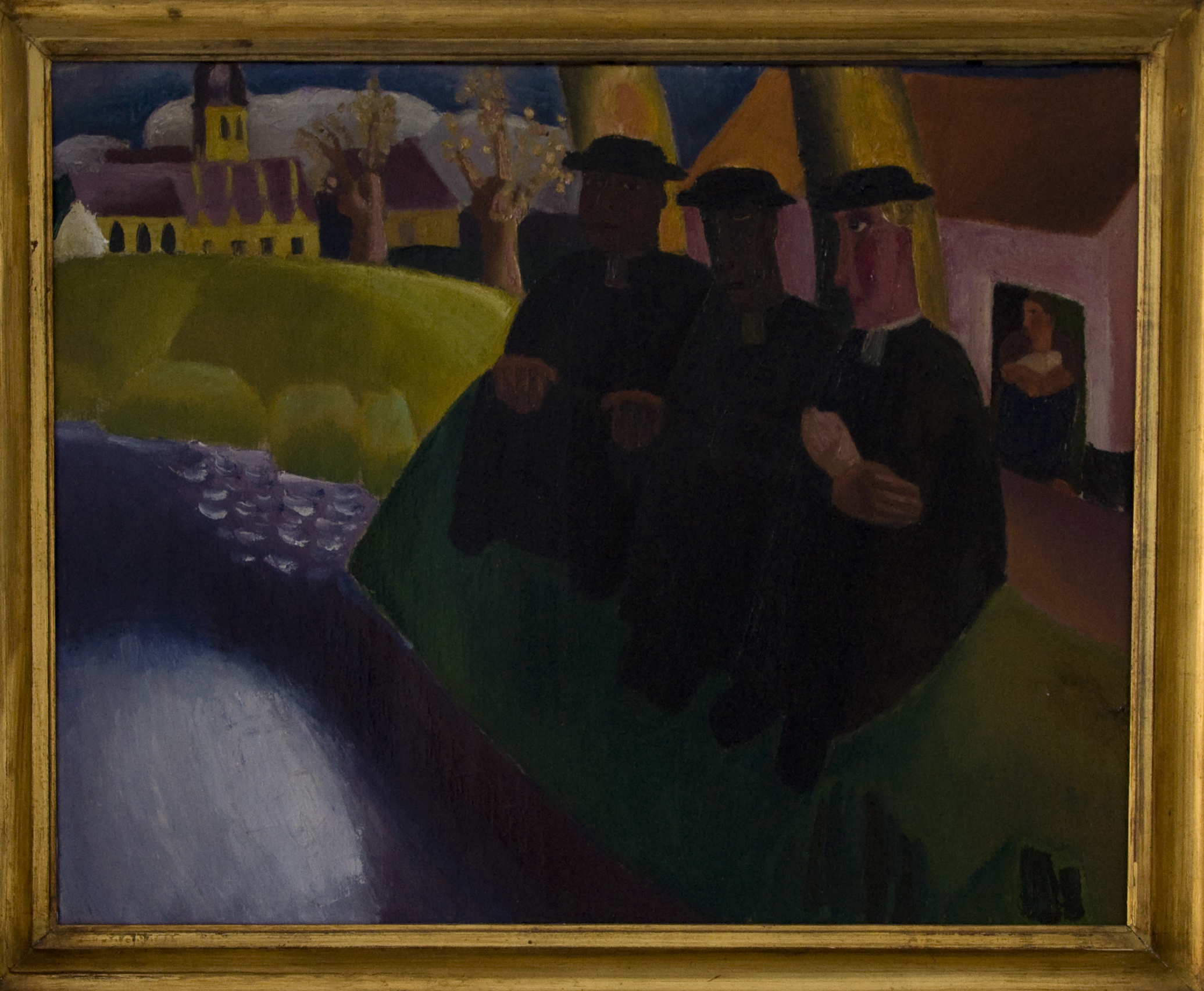
Vissers aan de Leie (1923) van Frits Van den Berghe
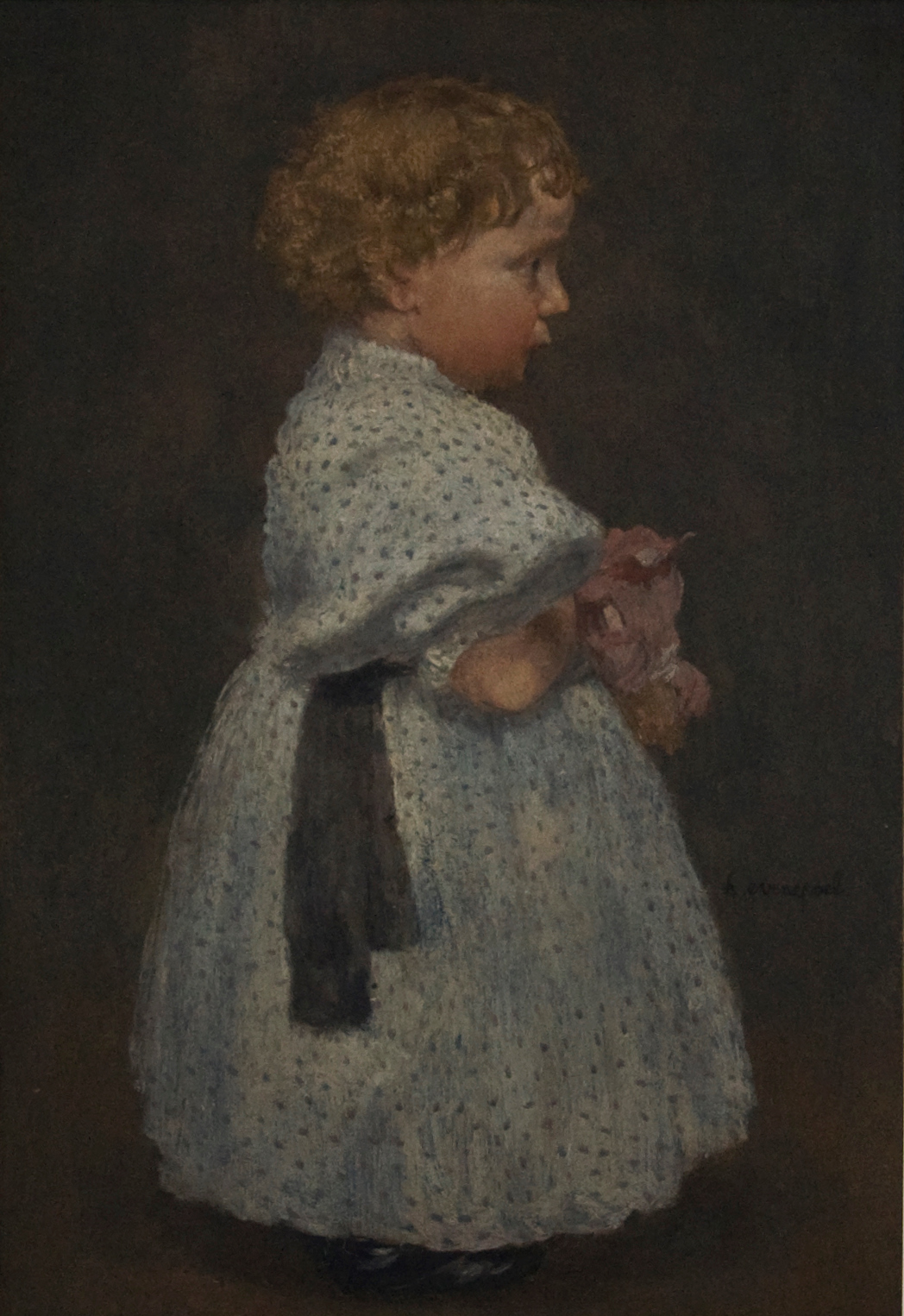
De dochter van Henri Matisse van Henri Evenepoel
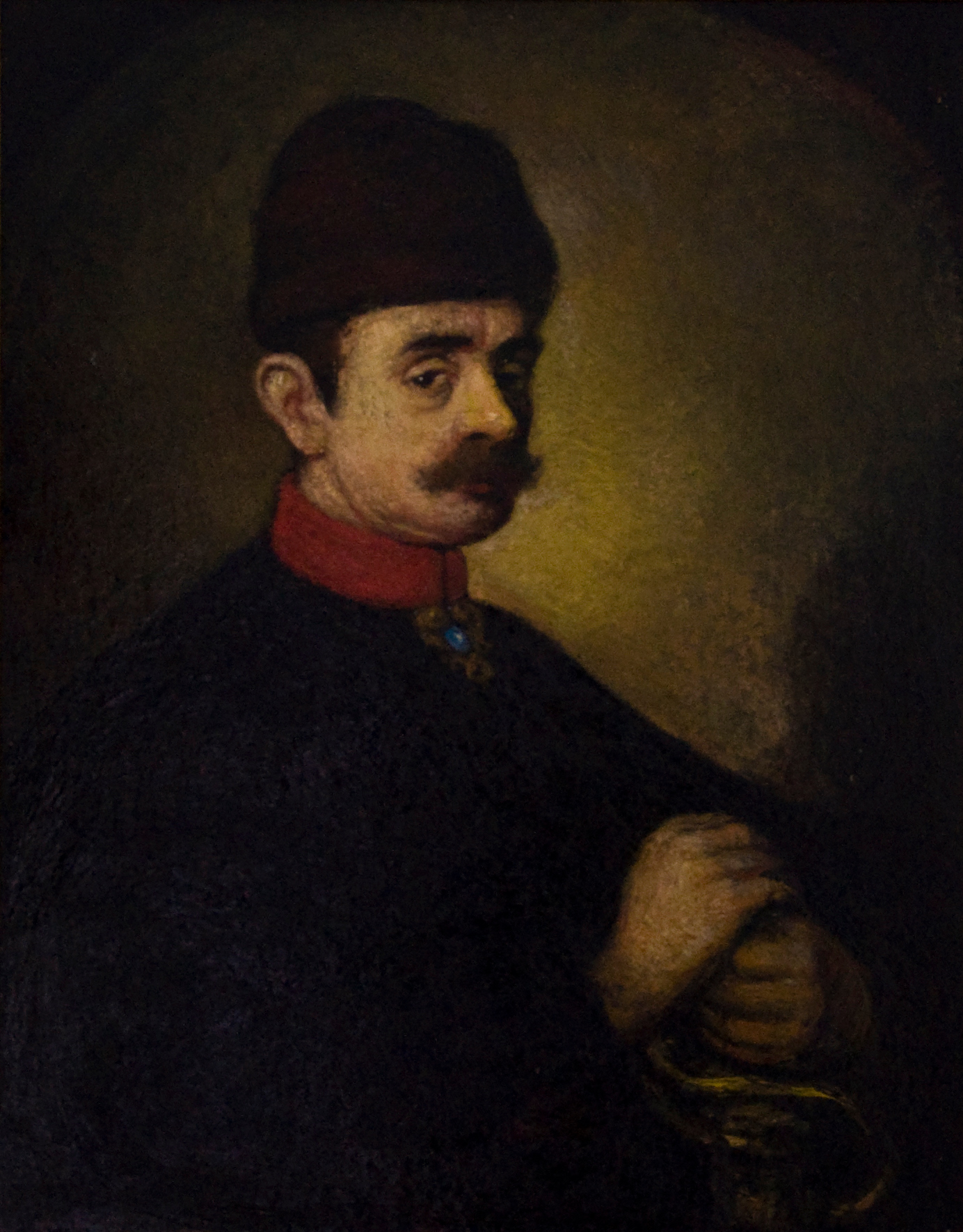
Man met de pelsen muts van Jacob Smits
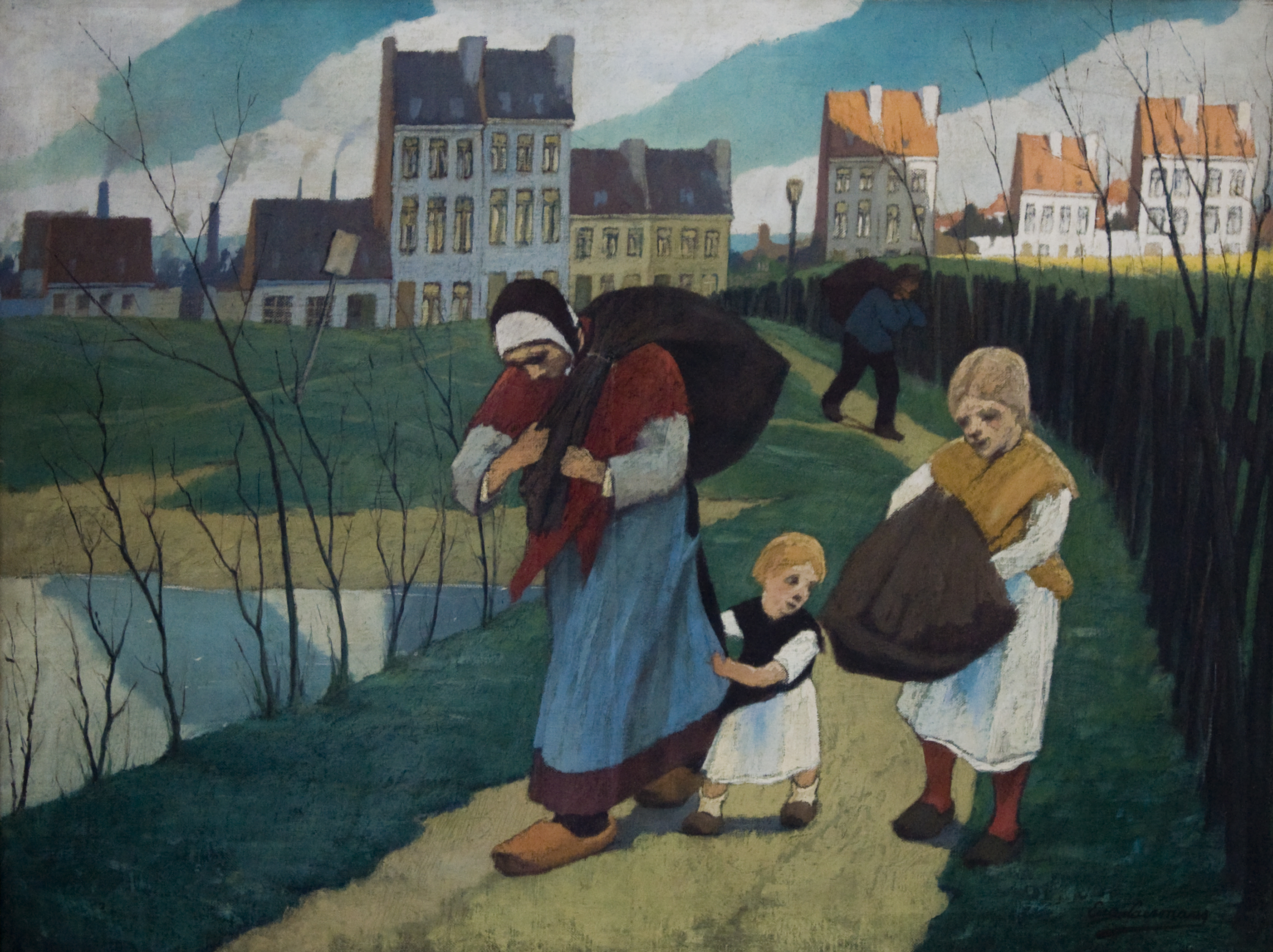
De voddenrapers (1914) van Eugène Laermans
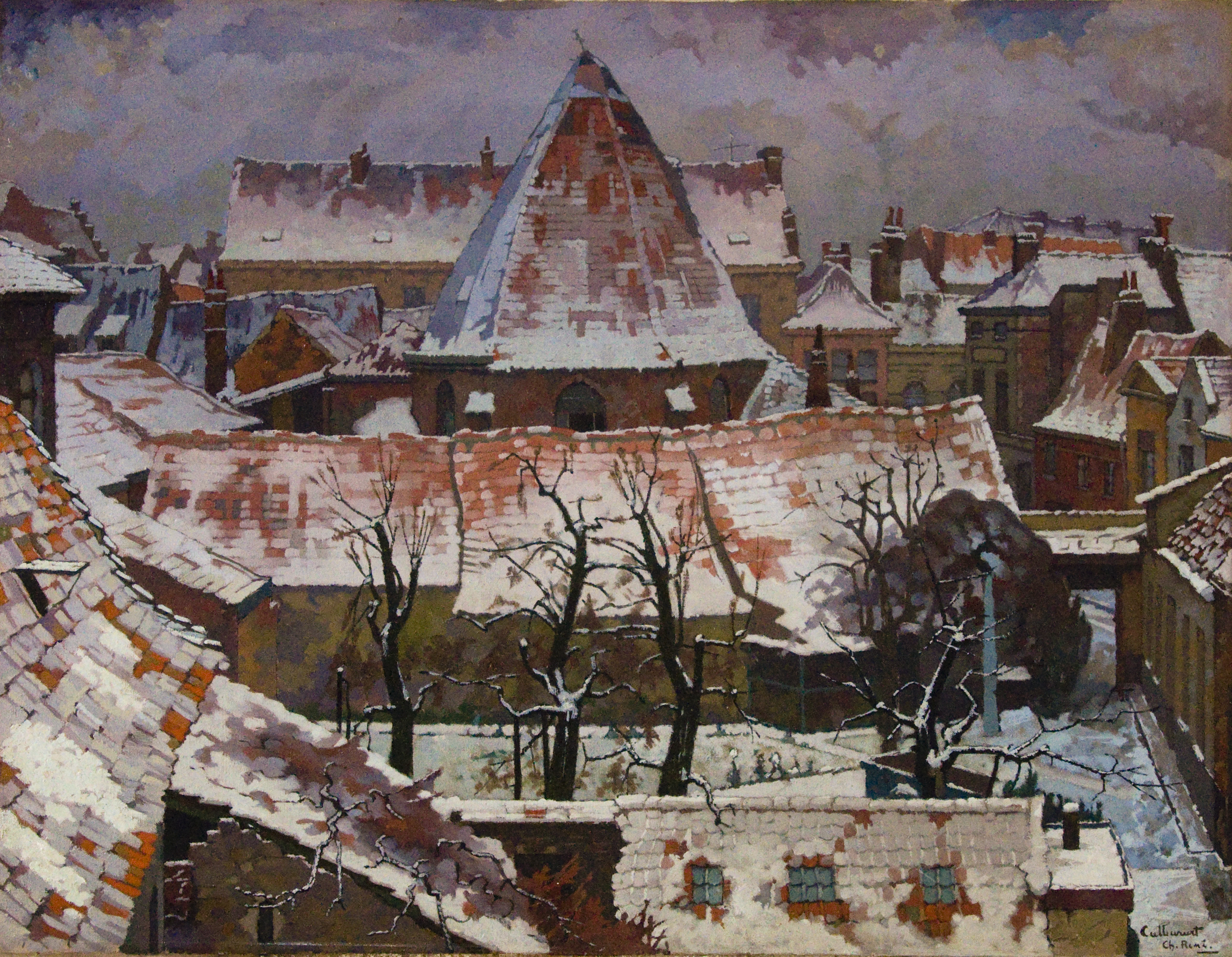
Da Daken (1923) van Charles-René Callewaert